# 白波瀬勲
白波瀬 勲（しらはせ いさお）は、関西のナレーター、フリーアナウンサー。京都府綾部市出身。

## プロフィール
ナレーター　司会　講師　※声のタレント※
これまでFM大阪でニュース業務。ABCラジオ（朝日放送）で『ABC土曜リクエスト』『ウシミツリクエストABC』DJなどを担当。
ナレーションは、日本直販、テレマートなどの通販から、CM、駅の接近アナウンス、スーパーの呼び込みナレーションまで…各種。
現在、ナレーター、司会、話し方・朗読の講師として活躍している。
コミュニケーション力（りょく）アップ、面接対策の講師としても活躍！
- 特技：民謡
- 趣味：宝くじ
- 177センチ、69キロ

妻は、フリーアナウンサーの尾崎智子。
Twitterは、https://twitter.com/shiratyan_shira